# Nonaville

Nonaville este o comună în departamentul Charente, Franța. În 1 ianuarie 2018 avea o populație de 203 de locuitori.